# Ruda (samhälle)
Ruda är ett samhälle i Kroatien.   Det ligger i länet Dalmatien, i den sydöstra delen av landet, 250 km söder om huvudstaden Zagreb. Ruda ligger 461 meter över havet och antalet invånare är 999.
Terrängen runt Ruda är varierad. Runt Ruda är det glesbefolkat, med 19 invånare per kvadratkilometer. Närmaste större samhälle är Sinj, 13,3 km väster om Ruda. Omgivningarna runt Ruda är en mosaik av jordbruksmark och naturlig växtlighet.